# 북해, 텍사스
북해, 텍사스(Noordzee, Texas, North Sea, Texas)는 벨기에에서 제작된 바보 데퓌네 감독의 2011년 드라마 영화이다. 옐레 플로리주네 등이 주연으로 출연하였다.

## 출연

### 주연
- 옐레 플로리주네
- 에바 반 데어 고츠

### 조연
- 럭 윈스
- 토마스 쿠만스

## 제작진
- 공동각본: 바보 데퓌네